# Shirokshinite
La shirokshinite è un minerale appartenente al gruppo delle miche.